# 相本結香
相本 結香（あいもと ゆか、3月29日 - ）は、日本の舞台女優、声優。

## 人物・概要
- 芸歴：ケッケコーポレーション→フリー。
- 趣味は、料理、洗濯、読書、舞台・演劇鑑賞。
- 『らいむいろ戦奇譚』での共演をきっかけに、相本結香、あおきさやか、笹島かほる、TSUBASAの4人で脱力系お笑いカルテット「T-KY'S」（ティーキーズ）を結成し、2008年から2010年8月まで、イベントやライヴ活動、インターネットラジオ『ラジオdeT-KY'S!!』の配信などで活動していた。
- 2010年10月より、相本結香、あおきさやか、笹島かほるの3人で「まじかる☆SKY」を結成し、イベント活動、インターネットラジオ『まじ☆すか通信』（2010年10月 - 2012年12月）、『まじ☆すか通信F’』（2013年1月 - ）の配信を行っている。
- 2013年6月に、劇団ラチェットレンチのメンバーに加入したことを発表した。

## 出演
太字はメインキャラクター。

### テレビアニメ
- MOUSE（2003年、由美）
- らいむいろ戦奇譚（2003年、黒田綸子）
- Canvas2 〜虹色のスケッチ〜（2005年、美術部員）
- それいけ!アンパンマン（2005年、ネコ美〈15代目[要出典]〉）
- ラブゲッCHU 〜ミラクル声優白書〜（2006年、女子高生）

### OVA
- らいむいろ戦奇譚 南国夢浪漫（2004年、黒田綸子）

### ゲーム
- らいむいろ戦奇譚☆純（2004年、黒田綸子）
- スクールなびげーしょん!（2005年、赤松伊智子、本間杏子）

### ドラマCD
- らいむいろ戦奇譚 ドラマCD（2003年、黒田綸子）
- らいむいろ戦奇譚 ドラマCD SP（2003年、黒田綸子）

### ラジオ
- ラジオdeT-KY'S!!（2008年5月 -  2010年9月、インターネットラジオ&ブログ）
- まじ☆すか通信（2010年10月 - 2012年12月、インターネットラジオ&ブログ）
- まじ☆すか通信F'（2013年1月 -、YouTubeチャンネル「まじかる☆ＳＫＹ」）

### ラジオCD
- らいむいろ戦奇譚 トークCD SP1、2（2003年）

### 映像作品
- らいむいろ戦奇譚 スペシャルDVD 戦士の休息（2003年6月27日、2003年3月開催のイベントを収録）
- らいむいろ戦奇譚 イベントDVD〜Eternal〜（2004年7月23日）

## ディスコグラフィ

### キャラクターソング
| 発売日   | 商品名                                                        | 歌                                                               | 楽曲                          | 備考                                                         |
| 2002年   | 2002年                                                        | 2002年                                                           | 2002年                        | 2002年                                                       |
| -------- | ------------------------------------------------------------- | ---------------------------------------------------------------- | ----------------------------- | ------------------------------------------------------------ |
| 12月25日 | 凛花                                                          | らいむ隊                                                         | 「凛花」                      | PCゲーム、テレビアニメ『らいむいろ戦奇譚』オープニングテーマ |
| 12月25日 | 凛花                                                          | らいむ隊                                                         | 「ETERNAL」                   | PCゲーム『らいむいろ戦奇譚』エンディングテーマ               |
| 2003年   |                                                               |                                                                  |                               |                                                              |
| 1月22日  | らいむいろ戦奇譚 ヴォーカル集『凛花』                         | 真田木綿（清水愛）、黒田綸子（相本結香）、本多更紗（音宮つばさ） | 「バラードのように」          | テレビアニメ『らいむいろ戦奇譚』関連曲                       |
| 1月22日  | らいむいろ戦奇譚 ヴォーカル集『凛花』                         | 黒田倫子（相本結香）                                             | 「水鏡」                      | テレビアニメ『らいむいろ戦奇譚』関連曲                       |
| 7月23日  | らいむいろ戦奇譚 キャラクターアルバム「黒田倫子（相本結香）」 | 黒田倫子（相本結香）                                             | 「もう一度」 「恋ひとしずく」 | テレビアニメ『らいむいろ戦奇譚』関連曲                       |
| 7月23日  | らいむいろ戦奇譚 キャラクターアルバム「黒田倫子（相本結香）」 | 黒田倫子（相本結香）                                             | 「チカラ」                    | OVA『らいむいろ戦奇譚 南国夢浪漫』挿入歌                     |
| 2004年   |                                                               |                                                                  |                               |                                                              |
| 4月23日  | らいむいろ戦奇譚 南国夢浪漫 前編 初回限定版特典CD             | らいむ隊                                                         | 「学園天国」                  | OVA『らいむいろ戦奇譚 南国夢浪漫』エンディングテーマ         |

## 舞台・演劇
- シアトリカル・ベース・ワンスモア公演「Running Musical 645 Taika-no-Kaishin」（2002年1月10〜14日／シアターサンモール）
- シアトリカル・ベース・ワンスモア公演「Running Musical 645 Taika-no-Kaishin（再演）」（2005年5月6〜9日／シアターサンモール）
- shizukaプロデュースvol.2　朗読劇「女三匹」（2005年1月12〜16日／銀座小劇場）
- おしばい軍団もずくぁんず「白のカノン」（2005年12月1〜4日／武蔵野芸術劇場）
- 劇団まめや別館 第3回公演「みやこ旅館」（2006年8月23〜27日／全労済ホールスペース・ゼロ）
- 「8×∞＝クローバー」（2006年12月1〜3日／シアター風姿花伝）
- 遊劇隊ペコリーノ☆ロマーノ「トラウマから落馬〜ネガティブの向こう側〜」（2007年10月25〜28日／タイニィアリス）
- 演劇集団アーバンフォレスト「おいしいタイミング」（2008年6月4〜8日／全労済ホールスペース・ゼロ）
- おしばい軍団もずくぁんず「天使は瞳をとじて」（2009年2月17〜22日／築地本願寺 ブディストホール）
- Pal's Sharer プロデュース公演vol.6『Birthday』（2009年7月8日〜7月12日/下北沢「劇」小劇場）
- 岸田國士短編集（2009年11月13日〜11月15日/銀座小劇場）
- Pal's Sharer プロデュース公演vol.7『メトロポリスプロジェクト〜ここは楽園〜』（2010年5月15日〜5月23日/下北沢小劇場楽園）
- ろーかる・といしょっぷ第1回公演『ああ、むしろ』（2010年12月20日〜12月23日/赤坂　コレイドシアター）
- Pal's Sharer プロデュース公演vol.8『ジップ・ザップ・ボーイング』（2011年5月11日〜5月15日/シアター711）
- Pal's Sharer プロデュース公演vol.9『トーマの頃を過ぎても』（2012年1月12日〜1月16日/下北沢「劇」小劇場）
- ラチェットレンチ4「曇天プラネタリウム」（2012年4月4日〜4月8日/池袋GEKIBA）
- ラチェットレンチ5「アスピリンスノー」（2012年10月19日〜10月21日/荻窪かいホール）
- ラチェットレンチ6「梅咲く、時雨」（2013年4月25日〜4月28日/西新井・ウエストエンドスタジオ）

### ユニットメンバー
1. 1 2  清水愛、音宮つばさ、笹島かほる、あおきさやか、相本結香